# Commérages
Ne doit pas être confondu avec Fausses Rumeurs.
Pour plus de détails, voir Fiche technique et Distribution.
Commérages (Affair with a Stranger) est un film américain réalisé par Roy Rowland et sorti en 1953.

## Synopsis
Une rumeur suivie d'un article dans un journal annoncent le divorce du célèbre dramaturge William "Bill" Blakeley et de Carolyn. L'auteur aurait succombé aux charmes de son actrice principale, Janet Boothe.
Par un jeu de retours en arrière issus des conversations de ceux qui les connaissent, le film nous fait revivre l’histoire du couple. Tout commence par leur rencontre à New York, au kiosque à journaux de Pop. Bill n'est alors qu'un écrivain inconnu et sans le sou. Il tombe immédiatement amoureux de la belle Carolyn Parker...

## Fiche technique
- Titre : Commérages
- Titre original : Affair with a Stranger
- Titre alternatif francophone : Le retour à l'amour
- Réalisation : Roy Rowland
- Scénario : Richard Flournoy (+ histoire)
- Direction artistique : Albert S. D'Agostino et Feild M. Gray
- Décors : Darrell Silvera et Clarence Steensen
- Costumes : Michael Woulfe
- Photographie : Harry J. Wild
- Montage : George Amy
- Musique : Roy Webb
- Producteur : Robert Sparks
- Société de production et de distribution : RKO
- Pays d’origine :  États-Unis
- Langue originale : anglais
- Format : noir et blanc — 35 mm —  1.37:1 — son monophonique (RCA Sound System)
- Genre : comédie dramatique
- Durée : 87 minutes
- Date de sortie :
  - États-Unis : 20 juin 1953

## Distribution
- Victor Mature : Bill
- Jean Simmons : Carolyn
- Monica Lewis : Janet
- Mary Jo Tarola : Dolly Murray
- Jane Darwell : Ma
- Dabbs Greer : Happy Murray
- Wally Vernon : Joe, chauffeur de taxi
- Nicholas Joy : Producteur George W. Craig
- Olive Carey : Cynthia Craig
- Victoria Horne : Mme Wallace
- Lillian Bronson : Miss Crutcher
- George Cleveland : Pop
- Billy Chapin : Timmy